# أرتور سوسا
أرتور سوسا (بالإسبانية: Arturo Sosa Abascal) هو كاهن كاثوليكي وفيلسوف فنزويلي، ولد في 12 نوفمبر 1948 في كاراكاس في فنزويلا.